# Lamna
Lamna es un género de elasmobranquios Lamniformes de la familia Lamnidae . 

## Especies
Incluye un total de 2 especies descritas:
- Lamna ditropis Hubbs & Follett, 1947 (tiburón salmón)[3]
- Lamna nasus (Bonnaterre, 1788) (marrajo sardinero o cailón)[4]